# Li Junlin
Li Junlin (* 6. August 1998) ist ein chinesischer Leichtathlet, der sich auf den Mittelstreckenlauf spezialisiert hat.

## Sportliche Laufbahn
Erste internationale Erfahrungen sammelte Li Junlin bei der Sommer-Universiade 2017 in Taipeh, bei der er im 800-Meter-Lauf, als auch mit der chinesischen 4-mal-400-Meter-Staffel im Vorlauf ausschied. 2018 nahm er erstmals an den Asienspielen in Jakarta teil und gelangte auch dort mit 1:48,74 min nicht bis in das Finale. Im Jahr darauf belegte er bei den Asienmeisterschaften in Doha in 1:57,89 min den fünften Platz. Anschließend erreichte er bei den Studentenweltspielen in Neapel das Finale, wurde dort aber disqualifiziert. 2023 schied er bei den Hallenasienmeisterschaften in Astana mit 1:52,97 min im Vorlauf über 800 Meter aus und bei den World University Games schied er mit 1:49,80 min im Semifinale aus.
2018 wurde Li chinesischer Meister im 800-Meter-Lauf sowie 2023 in der 4-mal-800-Meter-Staffel.

## Persönliche Bestzeiten
- 800 Meter: 1:47,71 min, 21. Mai 2019 in Nanjing
  - 800 Meter (Halle): 1:49,62 min, 3. März 2019 in Xi’an (chinesischer Rekord)